# Llaurada

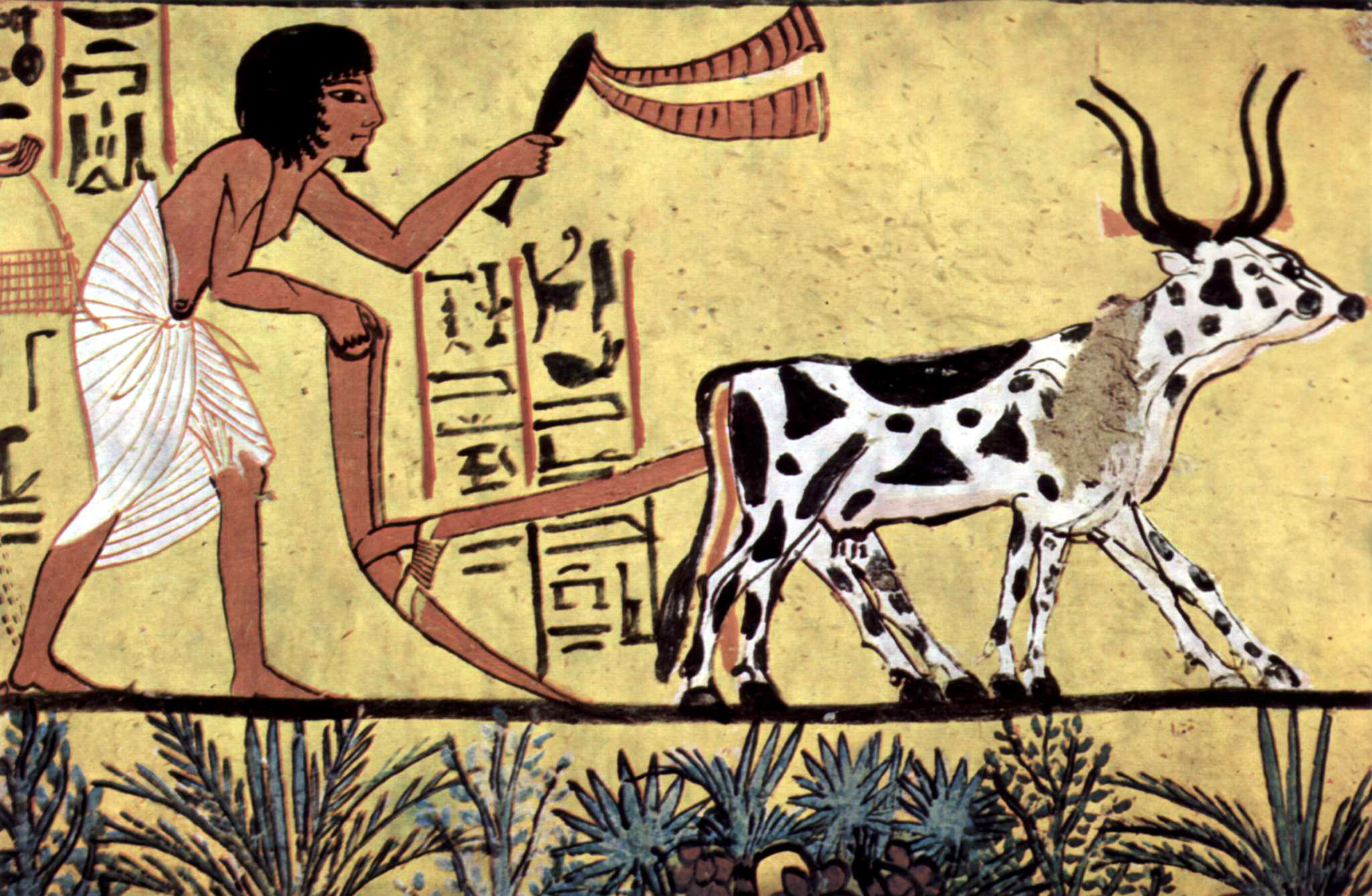
Llaurant amb bous a l'Antic Egipte

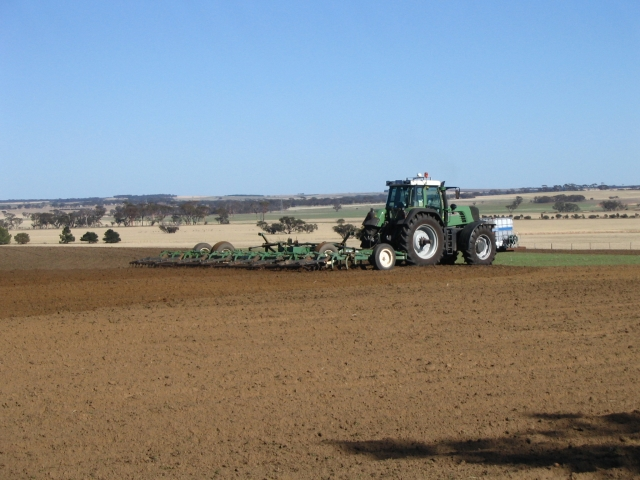
Tractor llaurant

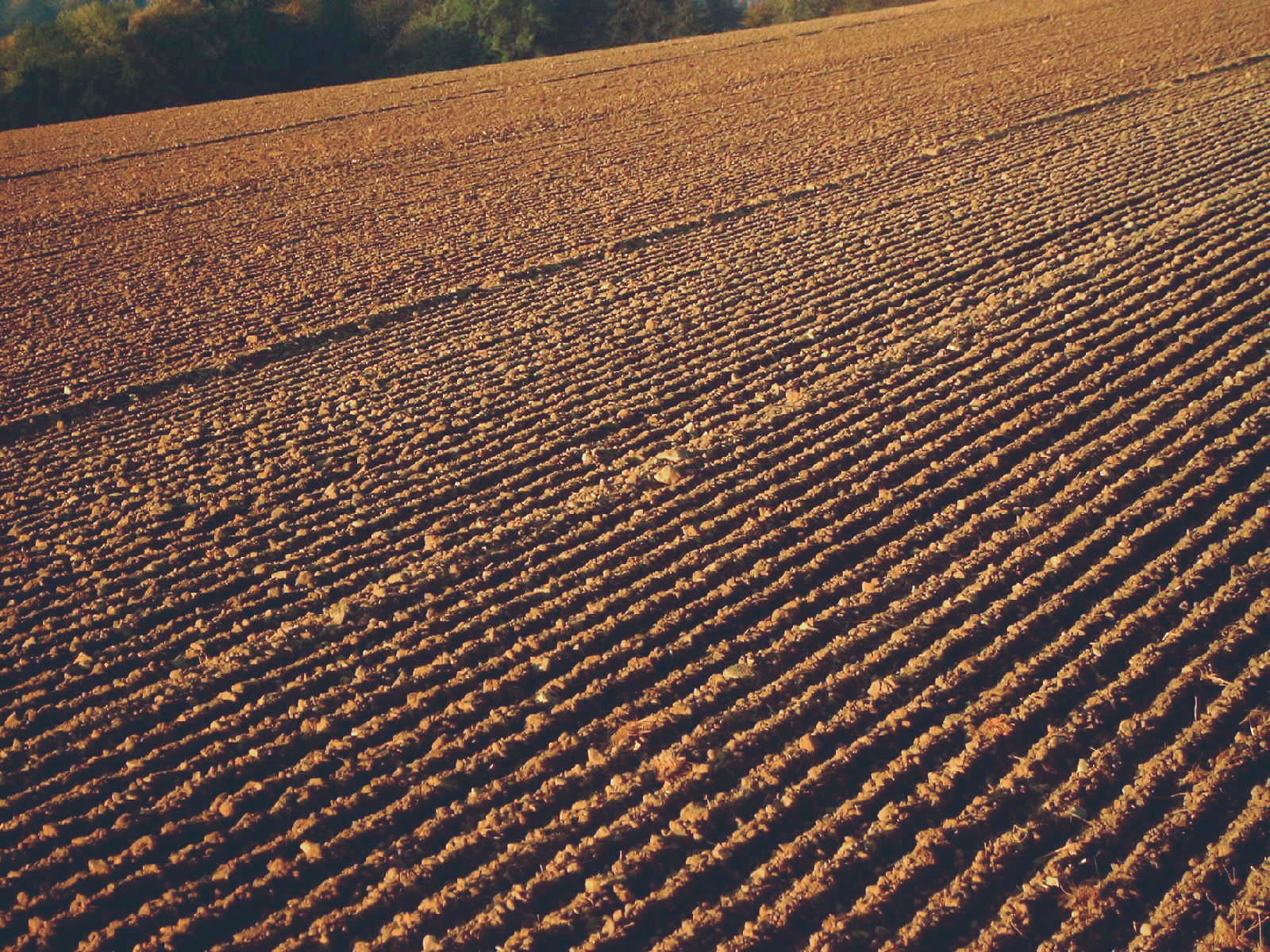
Camp llaurat

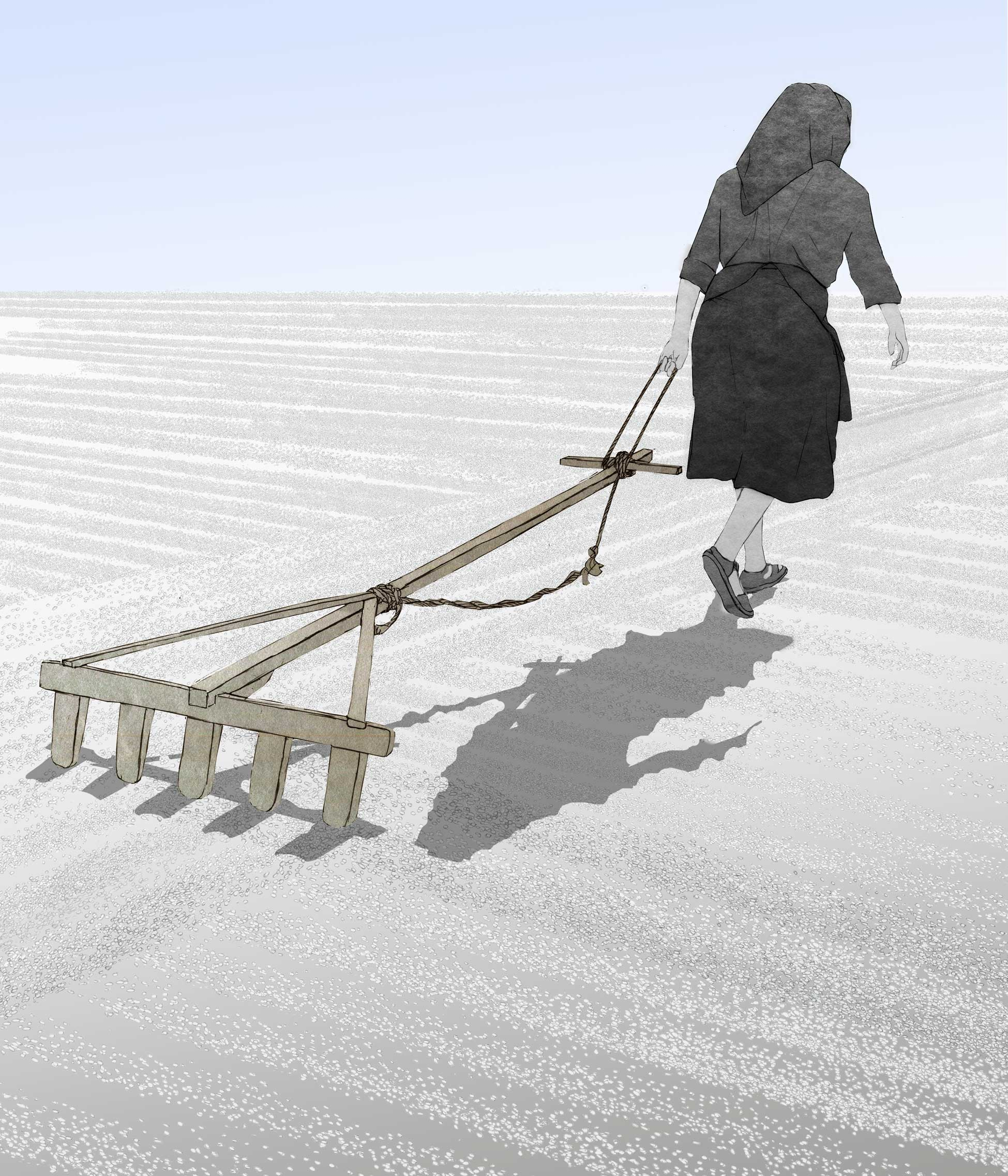
Dona llaurant arròs. Museu Valencià d'Etnologia

La llaurada és l'operació agrícola que consisteix a fer solcs més o menys profunds a la terra amb una arada, un arreu o qualsevol altre instrument apropiat per remoure la terra. La paraula llaurar deriva del llatí laborare que tenia el significat genèric de treballar. Un sinònim de llaurar és, efectivament, treballar la terra.
Entre les funcions del cultiu es troben facilitar la circulació de l'aigua per a un reg correcte, destruir les males herbes, fer menys compacta la terra adequant-la així per a la sembra agrícola, millorar l'estructura i textura del sòl, evitar l'entollament provocat per altes precipitacions pluvials i l'ús com a control biològic, ja que els insectes i cucs queden en l'àmbit superficial i venen els depredadors a alimentar-se'n. Arar la terra diverses vegades, aparellant per formar superfície de plantació es dona en llocs on les condicions climàtiques no permeten preparar el sòl prèviament com a temperatures baixes i pluges.

## Objectiu
- Acumular aigua en el sòl.
- Destruir les males herbes.
- Fer més flonja la terra, especialment per a la sembra

Els tractats antics d'agronomia consideraven que el llaurar la terra era beneficiós pels motius anteriors.

## Tipus
- Llaurades superficials: En general de menys de 20 cm de fondària i sense voltejar la terra. Es fan amb els anomenats cultivadors que són aparells dotats d'un conjunt de pues que es desplacen arrossegades per un tractor. Les llaurades amb ganivets rotatius deixen la terra especialment esmicolada per a poder ser sembrada però ocasionen una capa compactada (a partir d'on arriben aquestes eines) molt perjudicial. Manualment les llaurades superficials i el desherbatge es fan amb aixada coneguda amb el nom d'aixadó quan són de reduïdes dimensions
- Llaurades profundes: Si voltegen la terra es fa amb un arreu conegut popularment com a pala. Si no la voltegen i fan un solc profund com un canal subterrani es fan amb els subsoladors

## Denominacions tradicionals
- Llaurar
- Mantornar[5][6]
- Tercejar[7]

## Evolució històrica de la llaurada
Les llaurades primitives es feien amb pals de l'ús dels quals encara hi ha restes en alguns pobles d'Amèrica del Sud i es coneixen com a pals cavadors que requereixen un gran esforç.
L'ús de l'arada romana, en gran part de fusta i la tracció animal (bous o equins) va perdurar fins a la mecanització agrària del segle xx. A partir d'aleshores els arreus i els tractors van permetre llaurades profundes que van ser responsables de grans processos erosius de pèrdua de terra
En l'actualitat la tendència és a llaurar menys (mínim conreu) i en qualsevol cas aplicar tècniques com el llaurar perpendicularment al pendent que redueixen l'erosió.
L'ús d'herbicides o de dalladores permet actualment prescindir de les llaurades per eliminar la mala herba
Estudis recents demostren que llaurar només temporalment augmenta la infiltració d'aigua i que el balanç hídric és més favorable si no es pertorba la terra. A més no llaurar permet que els conreus perennes tinguin més arrels prop de la superfície.

## Tècniques de cultiu

### Llaurada convencional o tradicional
El llaurança convencional o tradicional és el conreu del sòl anterior a la sembra amb maquinària (arats) que talla parcialment els primers 15 cm de sòl. El sòl s'afluixa, aireja i barreja, cosa que facilita l'ingrés d'aigua, la generalització de nutrients, la reducció de plagues i males herbes en superfície. Però també es redueix ràpidament la cobertura de superfície, s'acceleren els processos de degradació de la matèria orgànica i s'augmenten els riscos d'erosió. Generalment, el cultiu convencional implica més d'una operació amb tall i inversió del sòl.
En tractats d'agronomia del segle xviii es reflectia el cultiu, per exemple per a cultius com el cafè.

### Llaurada mínima o conservacionista
La llaurada mínima o conservacionista implica el conreu anterior a la sembra amb un mínim de passades de maquinària anterior a la seva cort (rastró, rastra doble, rastres de dents, cultivador de camp). Es provoca l'aireig del sòl, però hi ha menys inversió i barrejat. S'acceleren els processos de mineralització de nutrients però a un ritme menor que en el cas anterior. Queden més residus vegetals en superfície i ancorats a la massa del sòl; per tant, el risc d‟erosió és menor.
Segons la FAO, aquest tipus de mètode de cultiu és un dels mètodes més eficaços per evitar l'erosió del sòl. Estudis recents mostren que el cultiu mínim o conservacionista no produeix necessàriament una major productivitat en els cultius, però que sota certes condicions aquesta tècnica pot incrementar els cultius i minimitzar-ne els impactes negatius si es combina amb la retenció de residus orgànics i la rotació de cultius, especialment en zones seques o àrides.
Un estudi d'investigadors xilens va analitzar els efectes d'aquest tipus de mètode en la retenció d'humitat a terra, obtenint més retenció d'humitat als sòls que no havien estat llaurats.

### Llaurada zero o sembra directa
La llaurada zero o sembra directa és aquella on no es treballa el terra sinó que se sembra directament dipositant la llavor en un tall vertical de pocs centímetres que es realitza amb una fulla circular o sabata de tall. Una roda compacta la llavor al solc de sembra per permetre el seu contacte amb el terra humit. Aquesta tècnica exigeix controlar les males herbes amb herbicides abans de la sembra, i també fertilitzar pel fet que la mineralització natural dels nutrients del sòl es torna molt lenta. És el millor sistema per evitar l'erosió del terra. La seva restricció més gran rau en l'ús de substàncies químiques que poden contaminar les aigües, a més en els últims anys s'ha provocat una intensa compactació que va portar aparellat problemes hídrics regionals causant inundacions alguns d'aquests problemes s'han pogut veure a les províncies de Santa Fe i Buenos Aires, a Argentina.

### Agricultura de precisió
L′agricultura de precisió té com a propòsit fer el millor ús dels insums (productes agroquímics, combustibles, llavors, etc.). Busca evitar una utilització excessiva en àrees de poc potencial i defectuosa en les de més productivitat. Es basa a preparar mapes d'aptitud i rendiment. Els primers, de naturalesa estàtica, descriuen el potencial del camp en funció de la topografia i la qualitat del sòl (textura, profunditat, contingut de matèria orgànica, nutrients, etc.). Els segons s'obtenen durant la collita mitjançant un instrumental connectat a satèl·lits que registra el rendiment en gra dels lots de manera instantània i molt precisa. Amb aquesta informació, es pot controlar la dosificació de fertilitzants i fer en virtut del potencial dels sòls i la geografia. Si la informació espacial rellevada de la recol·lectora s'integra a altres mapes indicatius de la presència de males herbes (particularment les perennes), es pot guiar també la dosificació de productes químics que combaten males herbes i altres plagues.

## Efectes

### Positius
- Afluixa i aireja la capa superior del sòl o horitzó A, la qual cosa facilita la plantació del cultiu.[13]
- Ajuda a barrejar residus de collita, matèria orgànica (humus) i nutrients de manera uniforme a terra.[13]
- Destrueix mecànicament les males herbes.[13]
- En climes més humits, el cultiu ajuda a mantenir el sòl més sec.[13]
- Quan es fa a la tardor, ajuda que el sòl exposat s'enfonsa durant l'hivern a través del gebre i la descongelació, la qual cosa ajuda a preparar una superfície llisa per a la sembra de primavera.[13]
- Pot reduir les infestacions de llimacs, cucs talladors, cucs soldats i insectes nocius, ja que són atrets pels residus sobrants de cultius anteriors.[14]
- Redueix el risc de malalties dels cultius que es poden allotjar als residus superficials.[14]

### Negatius
- Asseca el terra abans de sembrar.[15]

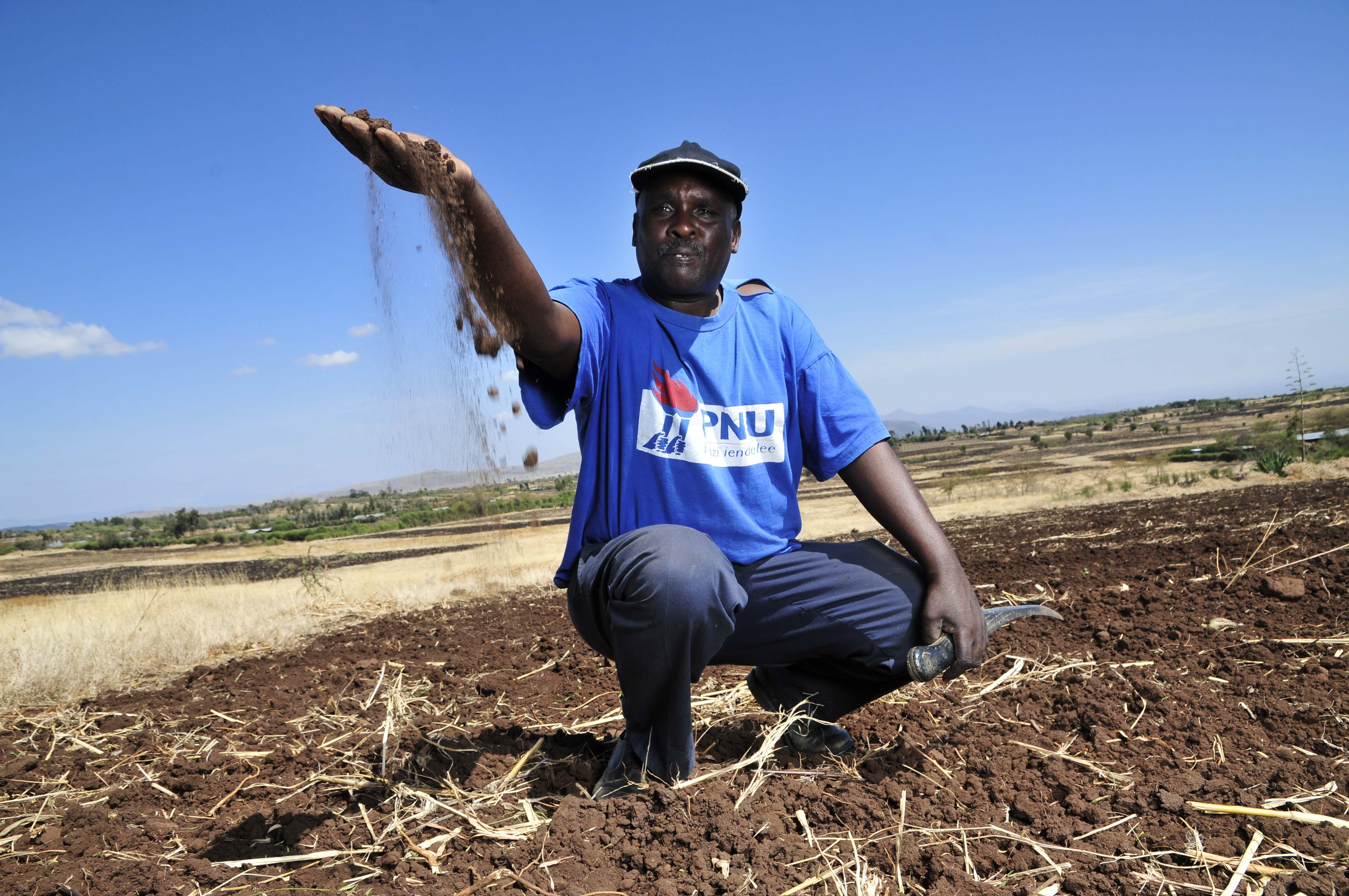
Un agricultor de Kenya sostenint terra llaurada

- El sòl perd nutrients, com nitrogen i fertilitzants, i la seva capacitat per emmagatzemar aigua.[15]
- Disminueix la taxa d'infiltració d'aigua del terra. (resulta en més vessament i erosió[15][16] ja que el terra absorbeix aigua més lentament que abans)
- Llaurar el sòl dona com a resultat el desallotjament de la cohesió de les partícules del sòl, induint així l'erosió.
- Escorrentia química.[15]
- Redueix la matèria orgànica a terra.[15]
- Redueix microbis, cucs, formigues, etc.[17]
- Destrueix els agregats del terra.[15][17]
- Compactació del sòl, també coneguda com a safata de cultiu.[15][17]
- Eutrofització (escolament de nutrients en un cos d'aigua).

## Altres observacions generals
- El tipus d'eines és el que marca la diferència més gran, encara que també poden influir altres factors.[18]
- Llaurar en absoluta foscor (conreu nocturn) pot reduir a la meitat el nombre de males herbes que brollen després de l'operació de conreu. La llum és necessària per trencar la latència de les llavors d'algunes espècies de males herbes, per la qual cosa si s'exposen menys llavors a la llum durant el procés de conreu, brollaran menys. Això pot ajudar a reduir la quantitat d'herbicides necessaris per al control de les males herbes.[19]
- Les majors velocitats, quan s'utilitzen determinades eines de cultiu (discos i arades de cisell), condueixen a un cultiu més intensiu (és a dir, hi ha menys residus a la superfície del sòl).
- L'augment de l'angle dels discos fa que els residus s'enterrin més profundament. L'augment de la concavitat els fa més agressius.
- Les arades de cisell poden tenir pues o escombrats. Les pues són més agressives.
- El percentatge de residus s'utilitza per comparar els sistemes de conreu perquè la quantitat de residus de cultiu afecta la pèrdua de sòl per erosió.[18][20]

### Arqueologia
El cultiu pot danyar estructures antigues com els túmuls llargs. Al Regne Unit, la meitat dels túmuls llargs a Gloucestershire i gairebé tots els túmuls funeraris a Essex han estat danyats. Segons English Heritage el 2003, llaurar amb tractors moderns i potents havia causat tant de mal en les últimes sis dècades com l'agricultura tradicional en els sis segles anteriors.